# Jaworzyny Ochotnickie
Jaworzyny Ochotnickie – polana w Paśmie Lubania w Gorcach. Położona jest na wysokości około 1070–1096 m n.p.m., na grzbiecie po wschodniej stronie szczytu Jaworzyny (1096 m). Nazwa wskazuje, że kiedyś rosły tutaj jawory. Zostały jednak wycięte i obecnie okolice polany porasta wtórny las świerkowy. Polana, podobnie, jak większość polan gorczańskich z powodu nieopłacalności ekonomicznej przestała być użytkowana rolniczo i stopniowo zarasta lasem.
Z polany są ograniczone panoramy widokowe. W kierunku północnym widoczna jest dolina Ochotnicy i Pasmo Gorca, w kierunku południowym widok na Pieniny, Jezioro Czorsztyńskie oraz Magurę Spiską. W kierunku wschodnim widoczny jest szczyt Lubania z wieżą widokową.
Polana jest węzłem szlaków turystycznych. Biegnie przez nią czerwono znakowany Główny Szlak Beskidzki, zielony szlak z Ochotnicy Dolnej, szlak rowerowy i narciarski. Na skrzyżowaniu szlaków na wschodniej części polany dołącza jeszcze niedawno wyznakowany szlak żółty.
Jaworzyny Ochotnickie znajdują się w granicach wsi Kluszkowce w województwie małopolskim, w powiecie nowotarskim, w gminie Czorsztyn.

## Szlaki turystyki pieszej
Główny Szlak Beskidzki, odcinek z Knurowskiej Przełęczy przez Turkówkę, Bukowinkę, Cyrlę, Studzionki, Kotelnicę, Runek i Jaworzyny Ochotnickie na Lubań. Czas przejścia: 4 h, ↓ 3:05 h
 Ochotnica Dolna – dolina Kudowskiego Potoku – Morgi – Jaworzyny Ochotnickie – Lubań. Czas przejścia: 2:40 h, ↓ 1:35 h.
 Kluszkowce – Jaworzyny Ochotnickie. Czas przejścia: 3 h, 2:15 h.

## Przypisy

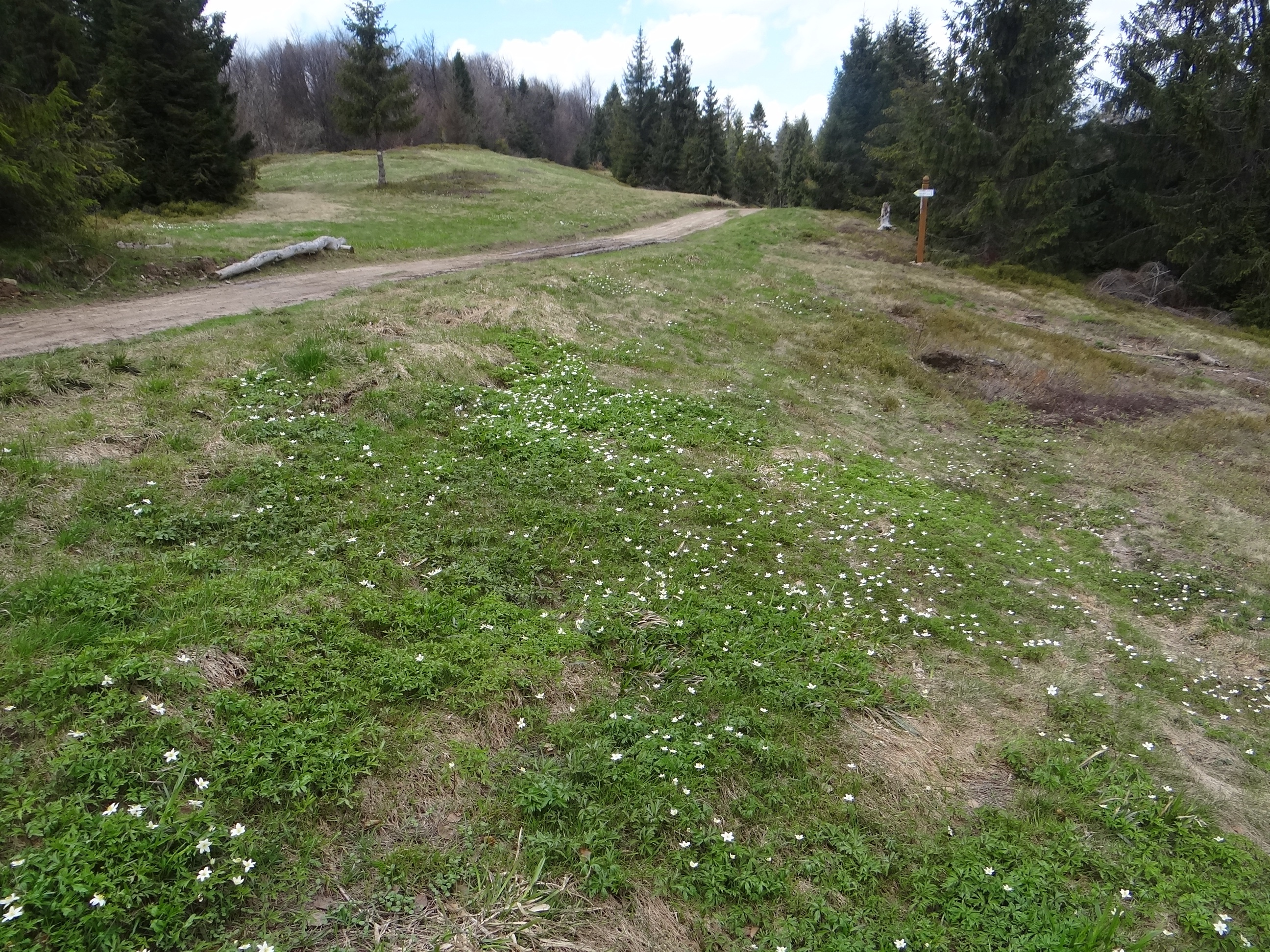
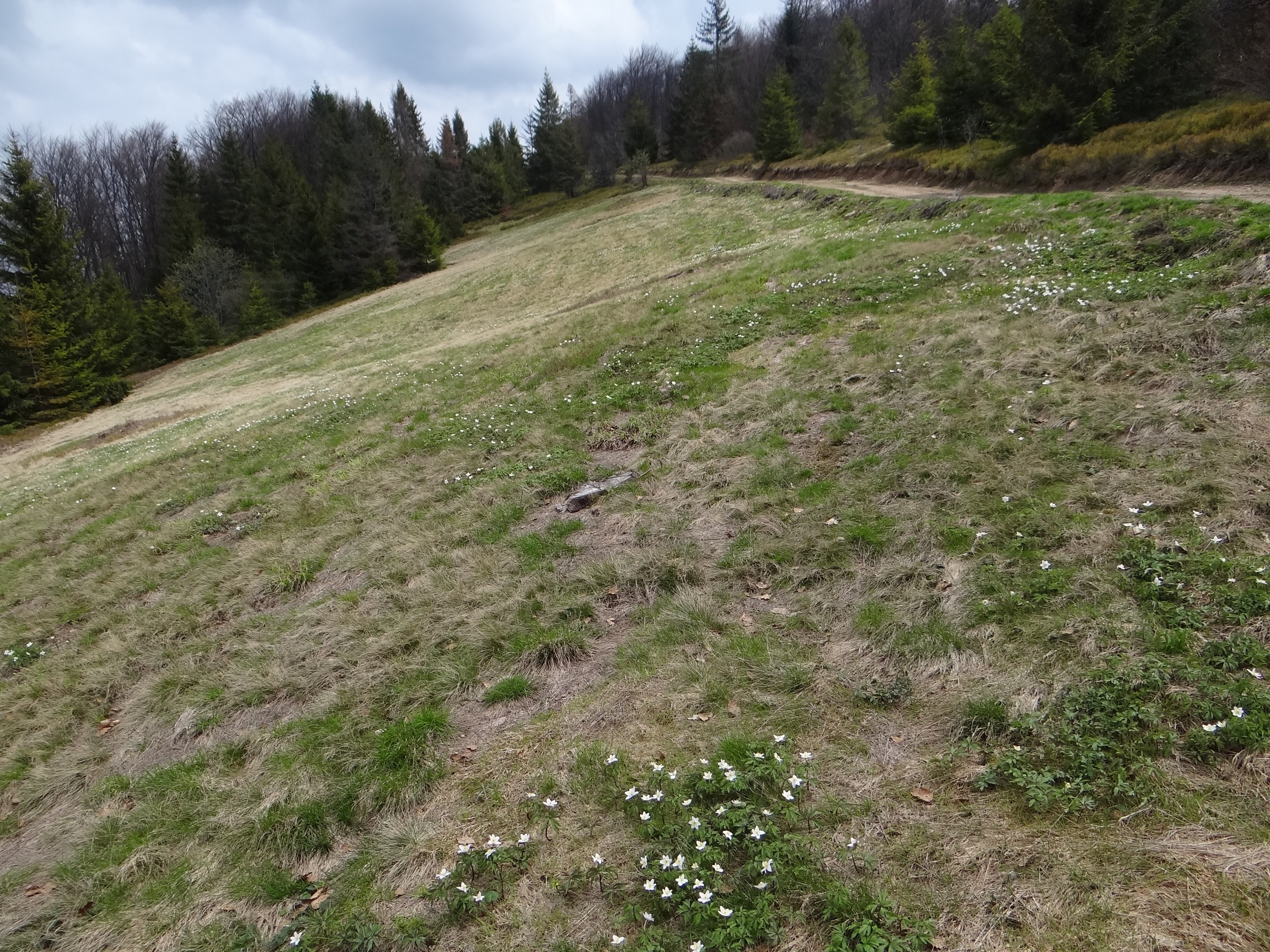
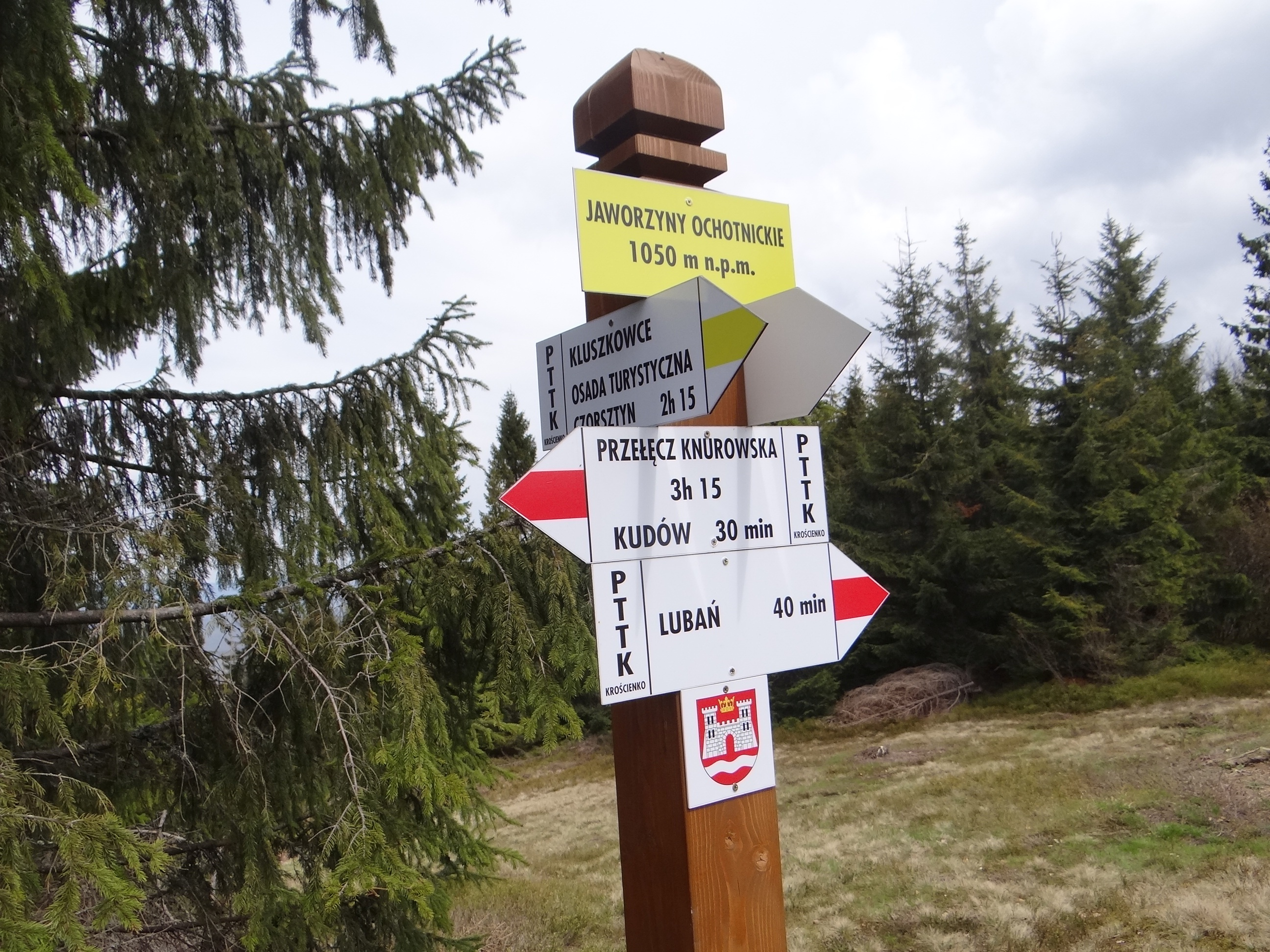